# Beijing Fengtai Stadium
Beijing Fengtai Stadium – wielofunkcyjny stadion w Pekinie, w Chinach. Został otwarty w 1990 roku. Obiekt może pomieścić 31 000 widzów. Swoje spotkania na stadionie rozgrywają piłkarze klubu Beijing Renhe. Obok stadionu znajduje się również obiekt do softballa.